# Baydar Özcan
Baydar Özcan (* 1950 in Zara, Türkei) ist ein türkischer Schriftsteller, freier Journalist, Schauspieler, Musiker und Poet, Kurdischer und Türkischer Abstammung der seit 1980 in der Schweiz lebt. Er ist Gründer und Vorstandsmitglied des Vereins International Culture Bridge.
Özcan schreibt sowohl in türkischer als auch in deutscher Sprache.

## Werke
- Boşuna mı Bu Hasret (1987)
- Aydın Fikir Değiştirmiş (1991)
- Voci Nostra – Şairlerin Sesi (1993)
- İsviçre Şairler Antolojisi (1994)
- Die Sehnsucht umsonst? (1998)
- Umuda Doğru (2002)
- Lauft in die Hoffnung (2002) ISBN 3-9521202-1-9
- Uluslararası Şairler Antolojisi (2003)